# منتخب السلفادور لدوري الرغبي
منتخب السلفادور لدوري الرغبي (بالإسبانية: Selección de rugby league de El Salvador)‏ هو ممثل السلفادور الرسمي في المنافسات الدولية في دوري الرغبي .

## وصلات خارجية
- الموقع الرسمي